# Категорія охорони споруд
Категорія охорони споруд (рос. категория охраны сооружений, англ. structure protection category, нім. Kategorie f der Anlagenschutzes) – умовний розподіл споруд за величинами допустимих деформацій. Розподіл споруд на категорії виконується на основі досвіду їх підробки з врахуванням розрізів, конструктивних особливостей та умов експлуатації. Для різних басейнів та родовищ споруди розподіляються на категорії згідно з існуючими правилами охорони споруд та природних об'єктів від шкідливого впливу гірничих робіт.